# Воронезька АСТ
Воронезька атомна станція теплопостачання (рос. Воронежская АСТ) мала стати ядерним об’єктом у Росії. Вона повинна була розташуватися біля села Шилово Воронезької області. Складалася з двох реакторів по 500 МВт, призначених для виробництва тепла для міста Воронеж. У ній мали вперше випробувати реактор АСТ-500. Будівництво електростанції було припинено в 1990 році на підставі референдуму у Воронежі. Якщо побудувати 4 реактори, то об'єкт міг би забезпечити до 80% споживання Воронежа гарячою водою. Реактори були знесені в 2022 році.

## Історія та технічна інформація

### Витоки
Радянський Союз планував комерційно використовувати ядерну енергію не лише для виробництва електроенергії, а й для опалення великих міст. Для цього планувалося побудувати кілька електростанцій, які виробляють як електроенергію, так і тепло, а також суто теплові пристрої. Один з таких закладів мав працювати у Воронежі.
У 1978 році було зроблено техніко-економічне обґрунтування будівництва об'єкта. Головним проектувальником електростанції стало ОКМБ, нинішнє дочірнє підприємство «Росатома». Проект розроблено компанією Теплоелектропроект. Для будівництва станції було обрано місце, розташоване в 6,5 км на південь від міста Воронежа на правому березі Воронезького водосховища, поблизу колишнього села Шилово. Було обрано два киплячих реактора АСТ-500 продуктивністю 430 Гкал/год. Проект був затверджений на початку 1980 року. Будівництво розпочато постановою Ради Міністрів CРСР від 4 лютого 1983 року. Підготовчі роботи проведені 3 березня 1983 року.

### Будівництво
Перший блок почали будувати 1 вересня 1983 року. Це киплячий реактор АСТ-500, призначений виключно для виробництва тепла, потужністю 430 Гкал/год. Другий енергоблок почали будувати 1 травня 1985 року. Параметри, тип і потужність реактора залишилися однаковими.
У перші роки будівництва темпи будівництва були повільними та відставали від графіка. Головною проблемою було недостатнє фінансування та нестача будівельників. У 1986 році, крім того, термін пуску першого блоку перенесено на 1988 рік, а другого – на 1990 рік. Пізніше, у 1988 році, рішенням Ради Міністрів СРСР терміни були перенесені на 1990 і 1992 роки.

Однак після аварії на ЧАЕС компанія почала різко висловлювати своє невдоволення атомним об'єктом у Воронежі. Створювалися екологічні організації, які відкрито виступали проти продовження будівництва. Прихильники будівництва, навпаки, публічно пояснювали, що реактор АСТ зовсім інший і набагато безпечніший за реактори РБМК, які використовувалися в Чорнобилі. Будівництво тривало й далі.

### Зупинка проекту
Після громадських обговорень 18 травня 1990 року у Воронежі відбувся референдум, на якому 96% учасників висловилися проти будівництва АЕС. Рішенням Воронезької міськради від 5 червня 1990 року будівництво об'єкта було припинено. На той час купол захисної оболонки реактора ще не був встановлений, в рамках консервації він був встановлений лише в 1991 році. На момент зупинки будівництва було виконано приблизно 80% робіт на першому блоці. З 1991 року Росенергоатом вкладає кошти в консервацію об'єктів.
Ентузіасти розробляли проекти використання недобудови, наприклад, у 2013 році була пропозиція створити музей. Коли керівництво Воронежа дізналося про плани Росатома демонтувати об'єкт, був розроблений проект використання недобудованих реакторів як багатофункціонального культурного центру. Однак після огляду будівлі від цієї ідеї відмовилися, оскільки понад 20 років вона простояла під відкритим небом без особливого захисту.
У 2016 році "Росенергоатом" прийняв остаточне рішення не добудовувати об'єкт. У жовтні 2019 року стартував тендер на демонтаж реакторів. Бюджет закладено в 762 млрд руб. Демонтаж розпочався 29 травня 2021 року, а у вересні 2021 року вибухівкою було зруйновано купол реактора, який через вибух потрапив у захисну оболонку. Знесення було завершено 25 травня 2022 року, на ділянці залишилися лише промислові будівлі, які були продані та знайшли інше використання.

## Інформація про реактори
| Реактор   | Тип реактора | Продуктивність | Продуктивність | Початок будівництва | Підключення до мережі                    | Введення в експлуатацію                  | Закриття                                 |
| Реактор   | Тип реактора | Нетто          | Брутто         | Початок будівництва | Підключення до мережі                    | Введення в експлуатацію                  | Закриття                                 |
| --------- | ------------ | -------------- | -------------- | ------------------- | ---------------------------------------- | ---------------------------------------- | ---------------------------------------- |
| Вороніж-1 | АСТ-500      | 430 Гкал/год   | 500 МВт        | 1. 9. 1983          | Будівництво скасовано 7 травня 1990 року | Будівництво скасовано 7 травня 1990 року | Будівництво скасовано 7 травня 1990 року |
| Вороніж-2 | АСТ-500      | 430 Гкал/год   | 500 МВт        | 1. 5. 1985          | Будівництво скасовано 7 травня 1990 року | Будівництво скасовано 7 травня 1990 року | Будівництво скасовано 7 травня 1990 року |